# Куала-Лумпур (аэропорт)
Международный аэропорт Куала-Лумпур (ИАТА: KUL, ИКАО: WMKK) расположен в 50 км от Куала-Лумпура, Малайзия. Обслуживает пассажирские и грузовые рейсы. Наиболее активны грузовые авиакомпании AsiaCargo, MASkargo и Malaysia Airlines.
Здание аэропорта проектировал Кисё Курокава — известный японский архитектор и один из основателей движения метаболистов. Два терминала соединены автоматизированной системой транспортировки пассажиров.

## Транспорт
Из аэропорта в Куала-Лумпур можно добраться следующими видами транспорта:
- автобус-экспресс
- электричка скоростной железной дороги KLIA Ekspress (отправляется каждые 15-20 минут, доезжает до центра за 28 минут)
- транзитный поезд
- такси[3]

## Авиакомпании и направления

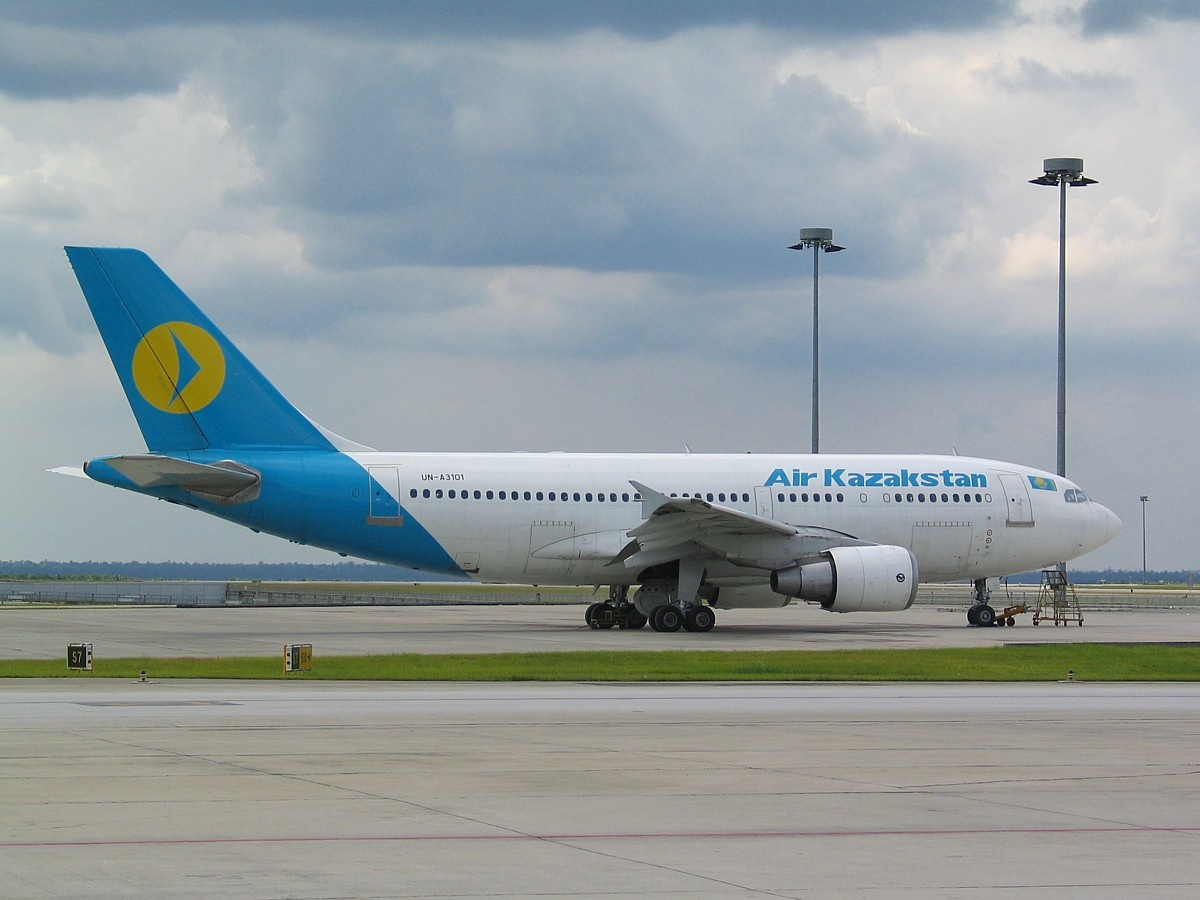
«Airbus A310» авиакомпании «Эйр Казахстан» в аэропорту Куала-Лумпура, 2004 год

| Авиакомпании                    | Пункты назначения |
| ------------------------------- | --- |
| Air Arabia                      | Шарджа |
| Airasia                         | Алор-Сетар, Бангкок, Банда-Ачех, Бандар-Сери-Бегаван, Бандунг, Бинтулу, Вьентьян, Гаосюн, Гонконг, Гуанчжоу, Гуйлинь, Дакка, Дананг, Денпасар, Джакарта, Джокьякарта, Джохор-Бару, Калькутта, Кантхо, Коломбо, Кота-Бару, Кота-Кинабалу, Кочин, Краби, Куала-Тренгану, Куантан, Куньмин, Кучинг, Лабуан, Ленгкави, Мале, Макао, Манила, Мири, Наньмин, Нячанг, Паданг, Палембанг, Пеканбару, Пенанг, Пномпень, Понтианак, Пхукет, Сандакан, Семаранг, Сиануквиль, Сиборонг-Боронг, Сибу, Сиемреап, Сингапур, Сураттхани, Тавау, Тиручирапалли, Уджунгпанданг, Утапао, Фукуок, Хайдарабад, Хайкоу, Ханой, Хошимин, Хуахин, Цзиньцзян, Ченнай, Чиангмай, Шаньтоу, Шэньчжэнь, Янгон |
| Airasia X                       | Амритсар, Голд-Кост, Гонолулу, Денпасар, Джайпур, Джидда, Ланьчжоу, Осака, Пекин, Перт, Пусан, Санкт-Петербург , Сеул, Сиань, Сидней, Тайбей, Токио, Тяньцзинь, Ухань, Фукуока, Ханчжоу, Чанша, Чунцин, Чэджу, Чэнду, Шанхай |
| AirAsia Zest                    | Манила, Себу |
| Air Astana                      | Алматы |
| Air China                       | Пекин |
| Air Mauritius                   | Порт-Луи, Сингапур |
| All Nippon Airways              | Токио |
| Bangkok Airways                 | Бангкок |
| Batik Air                       | Медан, Ченнай |
| Biman Bangladesh Airlines       | Дакка |
| British Airways                 | Лондон |
| Cathay Dragon                   | Гонконг |
| Cebu Pacific                    | Манила |
| China Airlines                  | Тайбей |
| China Southern Airlines         | Гуанчжоу, Синин |
| Citilink indonesia              | Джакарта, Сурабая |
| Condor                          | Франкфурт-на-Майне |
| Emirates                        | Дубай |
| Ethiopian Airlines              | Аддис-Абеба |
| Etihad Airways                  | Абу-Даби |
| Eva Air                         | Тайбей |
| Garuda Indonesia                | Джакарта |
| Indigo Air                      | Бангалор, Дели, Ченнай |
| Indonesia AirAsia               | Банда-Ачех, Денпасар, Джакарта, Медан, Прайя, Сурабая |
| Iraqi Airways                   | Багдад |
| Japan Airlines                  | Токио |
| Jetstar Asia                    | Сингапур |
| KLM                             | Амстердам, Джакарта |
| Korean Air                      | Сеул |
| Lion Air                        | Джакарта |
| Lucky air                       | Куньмин, Лицзян |
| Mahan Air                       | Тегеран |
| Malaysia Airlines               | Аделаида, Алор-Сетар, Бангалор, Бангкок, Бандар-Сери-Бегаван, Бинтулу, Брисбен, Гонконг, Гуанчжоу, Дакка, Дели, Джакарта, Джидда, Джохор-Бару, Катманду, Кота-Бару, Куала-Тренгану, Куантан, Кучинг, Лабуан, Ленгкави, Лондон, Манила, Медан, Медина, Мельбурн, Мири, Мумбаи, Нанкин, Окленд, Осака, Пенанг, Перт, Пномпень, Пхукет, Сандакан, Сеул, Сибу, Сидней, Сингапур, Сурабая, Сямынь, Тавау, Тайбей, Токио, Фучжоу, Хошимин, Ченнай, Чунцин, Шанхай, Янгон |
| Malindo Airways                 | Аделаида, Амритсар, Бангкок, Брисбен, Варанаси, Гонконг, Гуйян, Дакка, Дели, Денпасар, Джакарта, Джохор-Бару, Калькутта, Катманду, Коломбо, Кота-Кинабалу, Кучинг, Лабуан, Лахор, Мельбурн, Мумбаи, Перт, Пенанг, Пномпень, Саппоро, Сидней, Сингапур, Тайбей, Тиручирапалли, Хайкоу, Ханой, Хошимин, Чжэнчжоу, Янгон |
| Nepal Airlines                  | Катманду |
| Oman Air                        | Маскат |
| Pakistan International Airlines | Бангкок, Исламабад, Карачи, Лахор |
| Philippine Airlines             | Манила |
| Qatar Airways                   | Доха |
| Regent airways                  | Дакка |
| Royal Brunei Airlines           | Бандар-Сери-Бегаван |
| Royal Jordanian                 | Амман |
| Saudi Arabian Airlines          | Джидда, Медина, Сингапур |
| Silkair                         | Сингапур |
| Shanghai Airlines               | Шанхай |
| Shenzhen Airlines               | Шэньчжэнь |
| Singapore Airlines              | Сингапур |
| Srilankan Airlines              | Коломбо |
| Thai                            | Бангкок |
| Thai Airasia                    | Бангкок, Хатьяй |
| Thai Smile                      | Бангкок |
| Tiger Airways                   | Сингапур |
| Turkish Airlines                | Стамбул |
| US-Bangla Airlines              | Дакка |
| Uzbekistan Airways              | Ташкент |
| Vietjet air                     | Хошимин |
| Vietnam Airlines                | Ханой, Хошимин |
| Xiamen Airlines                 | Далянь, Сямынь, Фучжоу, Циндао |

## Статистика
| Год  | Пассажиров | Грузов, тонна | Рейсов  |
| ---- | ---------- | ------------- | ------- |
| 2003 | 17 454 564 | 586 195       | 139 101 |
| 2004 | 21 058 572 | 651 747       | 164 483 |
| 2005 | 23 213 926 | 653 654       | 181 341 |
| 2006 | 24 129 748 | 672 888       | 182 548 |
| 2007 | 26 453 379 | 644 100       | 192 282 |